# Freddytex
Freddytex is een komische televisieserie van de BRTN uit 1994.

## Beschrijving
De reeks beschrijft de belevenissen van de personeelsleden van een naaiatelier: zes naaisters, een coupeur en de bedrijfsleider. De reeks is een bewerking van de Britse komische serie The Rag Trade.
De regie was van Pieter Raes. De reeks liep twee seizoenen en er werden 25 afleveringen uitgezonden.

## Rolverdeling
- Els Olaerts - Patsy
- Eddy Vereycken - Freddy
- Ann Esch - Kathy (seizoen 1)
- Marijke Hofkens - Marina (seizoen 2)
- Jos Van Geel - Tony
- Gerda Marchand - Madeleine
- Bieke Brunin - Bernadette
- Monique De Beun - Joke
- Helena Vanloon - Lut (seizoen 1)
- Saskia Debaere - Mieke (seizoen 2)

## Afleveringen

### Seizoen 1
1. Een exclusief model
2. Zelfverdediging
3. Het contract
4. Tempo! Tempo!
5. De Bezetting
6. Het nevenprodukt
7. Stress
8. De inspecteur
9. Lunchproblemen
10. Vers Bloed
11. Het ongeval
12. Freddy's jasje
13. Patsy, kom terug

### Seizoen 2
1. Vrij Spel
2. De Jackpot
3. Toby
4. Het Jaarbal
5. De Kleine Van Bernadette
6. La Linea Romantica
7. Freddy's Oogappeltje
8. All You Need Is Love
9. Sexy Bernadette
10. Brandalarm
11. Trouwen En Betalen
12. Kerstpret